# Longarenus brachycephalus
Longarenus brachycephalus là một loài nhện trong họ Salticidae.
Loài này thuộc chi Longarenus. Longarenus brachycephalus được Eugène Simon miêu tả năm 1903.